# Tieme Oosterwijk
Tieme Hendrik Oosterwijk (Oosterwolde, 10 mei 1924 – Zwolle, 21 december 1989) was een Nederlands politicus van de PvdA.
Hij werd geboren als zoon van een gemeente-ambtenaar in het Friese Oosterwolde; de hoofdplaats van de gemeente Ooststellingwerf. Hij is afgestudeerd in de Indologie aan de Rijksuniversiteit Leiden, maar door de onafhankelijkheid van Indonesië werd zijn komst niet meer op prijs gesteld. Vanaf 1951 werkte Oosterwijk bij de gemeentesecretarie van Baarn. Twee jaar later, in 1953, maakte hij de overstap naar de gemeentesecretarie van Voorburg en kort daarop promoveerde hij tot doctor in de rechten. Midden 1958 volgde hij zijn vader Roelof Oosterwijk op, die sinds 1947 gemeentesecretaris van Ooststellingwerf was. In juni 1965 werd Tieme Oosterwijk de burgemeester van die gemeente waarbij W.C. Waling, de latere burgemeester van Scheemda, hem opvolgde als gemeentesecretaris van Ooststellingwerf. Na precies 20 jaar ging Oosterwijk daar vervroegd met pensioen. Eind 1989 overleed hij in een ziekenhuis in Zwolle waarna hij begraven werd op de begraafplaats van Langedijke, naast zijn voorganger Gerlof Bontekoe.
In 2019 werd bekend gemaakt dat er in Oosterwolde een plein naar hem wordt vernoemd, het Borg. Oosterwijkbrink.
- Gemeinsame Normdatei: 1146853998
- International Standard Name Identifier: 0000 0003 9814 0572
- Nederlandse Thesaurus van Auteursnamen: 072244690
- Virtual International Authority File: 306167983
- WorldCat: E39PBJmpcyKt6D7gqgK77YHt8C